# Должанская Слобода
Должанская Слобода — деревня в Дубровском районе Брянской области России. Входит в состав Рековичского сельского поселения. Население — 2 человека (2010).

## География
Расположена в 5 км к северо-востоку от посёлка городского типа Дубровка. 

## История
Упоминается с 1725 года как владение князей Мещерских (другое название — Сабурова), в XIX веке — также Озеровых. Входила в приход сёл Мошанец, позднее Рековичи. С 1907 работала церковно-приходская школа.

### Административно-территориальная принадлежность
С 1861 по 1924 входила в Салынскую волость Брянского (с 1921 — Бежицкого) уезда; позднее в Дубровской волости, Дубровском районе (с 1929). До 1954 в Зимницкослободском сельсовете, затем в Немерском, в 1959—1966 в Давыдченском.

## Население
| 2010 | 2013 |
| ---- | ---- |
| 0    | →0   |

## Известные уроженцы, жители
Чиченов, Пётр Леонтьевич (1925—2003) — бригадир монтажников, наставник молодёжи строительно-монтажного управления № 6 Брянского треста домостроения Министерства промышленного строительства СССР. Герой Социалистического Труда (1976 г.)